# Масурас, Йоргос
Йоргос Масурас (греч. Γιώργος Μασούρας; род. 1 января 1994, Кехриния) — греческий футболист, атакующий полузащитник клуба «Олимпиакос» и сборной Греции.

## Клубная карьера
Масурас — воспитанник клуба «Аполлон Смирнис». В 2012 году он подписал свой первый профессиональный контракт с клубом «Илисиакос». В 2014 году Масурас перешёл в «Паниониос». 25 августа в матче против «Эрготелиса» он дебютировал в греческой Суперлиге. 31 мая 2016 года в поединке против столичного АЕКа Йоргос забил свой первый гол за Паниониос. В начале 2019 года Масурас перешёл в «Олимпиакос». 30 января в матче против «Ларисы» он дебютировал за новую команду. В этом же поединке Йоргос забил свой первый гол за «Олимпиакос».

## Международная карьера
18 ноября 2018 года в матче Лиги Наций против сборной Эстонии Масурас дебютировал за сборную Греции.

## Достижения
«Олимпиакос»
- Чемпион Греции (3): 2019/20, 2020/21, 2021/22
- Обладатель Кубка Греции: 2019/20
- Победитель Лиги Конференций: 2023/24